# Nazionale femminile di rugby a 7 del Canada
La nazionale di rugby a 7 femminile del Canada è la selezione femminile che rappresenta il Canada a livello internazionale nel rugby a 7.
Il Canada ha partecipato nel 2009 all'edizione inaugurale della Coppa del Mondo femminile giungendo alla finale del Plate persa 12-0 contro l'Inghilterra. In seguito ha iniziato a competere stabilmente nelle World Rugby Sevens Series femminili posizionandosi tra le squadre di vertice di questa competizione.
La nazionale canadese si è piazzata al 2º posto durante la Coppa del Mondo 2013, perdendo in finale 29-12 contro la Nuova Zelanda. Le canadesi hanno vinto il primo torneo femminile di rugby a 7 disputato ai Giochi panamericani di Toronto 2015 sconfiggendo in finale gli Stati Uniti 55-7 e confermandosi campionesse anche nell'edizione successiva.
Nell'edizione inaugurale del torneo olimpico di rugby a 7, disputato in occasione dei Giochi di Rio de Janeiro 2016, il Canada ha vinto la medaglia di bronzo sconfiggendo nella finale per il 3º posto la Gran Bretagna 33-10, dopo essere stato sconfitto in semifinale dalle future campionesse dell'Australia.

## Palmarès
- Giochi olimpici

Rio de Janeiro 2016: medaglia di bronzo
- Giochi panamericani

Toronto 2015: medaglia d'oro
Lima 2019: medaglia d'oro

## Partecipazioni ai principali tornei internazionali
- 2016:  3º posto
- 2020: 9º posto

- 2009: finalista Plate
- 2013:  2º posto
- 2018: 7º posto

- 2012-13:  3º posto
- 2013-14:  3º posto
- 2014-15:  2º posto
- 2015-16:  3º posto
- 2016-17:  3º posto
- 2017-18: 4º posto
- 2018-19:  3º posto
- 2019-20:  3º posto

- 2018: 4º posto

- 2015:  1º posto
- 2019:  1º posto